# Литовко
Лито́вко (рос. Литовко) — селище (в минулому — селище міського типу) у складі Амурського району Хабаровського краю, Росія. Адміністративний центр Литовського сільського поселення.

## Населення
Населення — 2043 особи (2010; 2751 у 2002).